# روبرت مارتن (مصور سينمائي)
روبرت مارتن (بالإنجليزية: Robert Martin)‏ هو مصور سينمائي أمريكي، ولد في 7 ديسمبر 1891 في إنديانا في الولايات المتحدة، وتوفي في 24 مارس 1980 في لوس أنجلوس في الولايات المتحدة.

## وصلات خارجية
- روبرت مارتن على موقع IMDb (الإنجليزية)
- روبرت مارتن على موقع قاعدة بيانات الأفلام السويدية (السويدية)
- روبرت مارتن على موقع قاعدة بيانات الأفلام السويدية (السويدية)
- روبرت مارتن على موقع قاعدة بيانات الفيلم (الإنجليزية)
- روبرت مارتن على موقع كينوبويسك (الروسية)